# Campi base dell'Everest

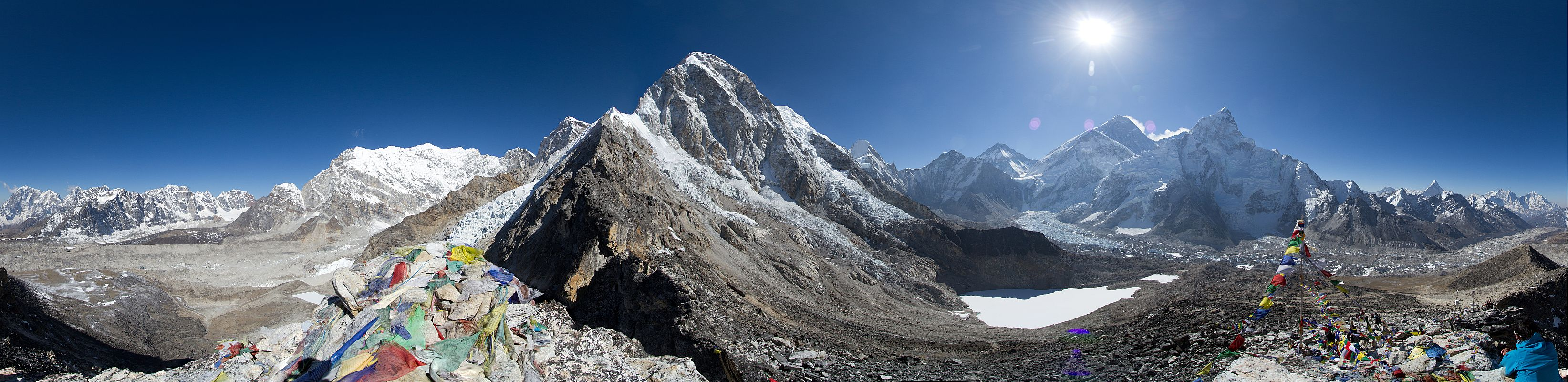
Panorama sul Sagarmatha National Park dal Gorak Shep fino al villaggio di Pheriche, scattata dal campo base sud (versante nepalese).

Col termine campo base dell'Everest, si intende la struttura da cui partono le spedizioni alpinistiche al monte Everest. 
In realtà esistono due campi base dell'Everest, il primo, sul versante sud (versante nepalese) si trova a 5364 metri d'altezza, ai piedi del Ghiacciaio Khumbu, il secondo, sul versante nord (lato tibetano), situato a 5154 metri, ai piedi del ghiacciaio di Rongbuk.

## Caratteristiche

Mappa dell'Everest Base Trek

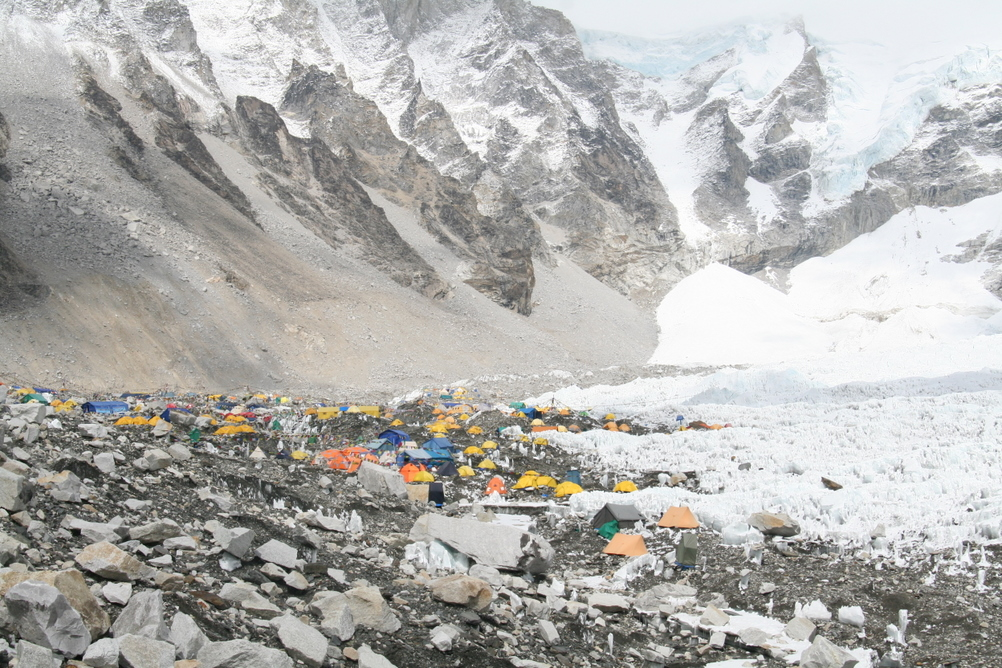
Campo base Sud, versante nepalese.

### Campo Sud (versante nepalese)
È la base logistica di differenti spedizioni, che ogni anno scalano l'Everest partendo dal Nepal ed apre la via, in particolare, alla cascata di ghiaccio di Khumbu.
È anche il punto d'arrivo dei trekking che permettono di avvicinarsi al massimo all'Everest e di salire sul Kala Patthar celebre per la sua vista sul massiccio dell'Everest.
Circa 40.000 persone all'anno intraprendono il trek dall'aeroporto di Lukla al Nepal Everest Base Camp.
Da Lukla, ci si dirige verso Namche Bazaar (3.440 m), la capitale Sherpa, seguendo la valle del fiume Dudh Kosi. Ci vogliono circa due giorni per raggiungere il villaggio, generalmente, gli alpinisti si fermano un giorno per acclimatarsi. Vi sono poi altri due giorni di trek per raggiungere Dingboche, (4.260 m), prima di un altro giorno per un ulteriore acclimatamento. Altri due giorni di cammino, li portano al campo base attraverso il Gorak Shep.
La maggior parte degli alpinisti si fermano al campo base diversi giorni, prima di iniziare le ascensioni, per acclimatarsi all'altitudine ed evitare il mal di montagna.
Il 25 aprile 2015 un terremoto del grado 7.8 Scala di magnitudo del momento sismico (MSM), ha colpito il Nepal ed ha innescato una valanga sul monte Pumori che ha travolto il Campo Base Sud. Almeno 19 persone sono morte. Due settimane più tardi, il 12 maggio, un secondo terremoto di grado 7.3 della scala Richter ha colpito la zona. Alcuni dei sentieri che portano al campo base sono stati danneggiati e sono divenuti inagibili.

### Campo Nord (versante cinese-tibetano)
(28°08′29″N 86°51′05″E)

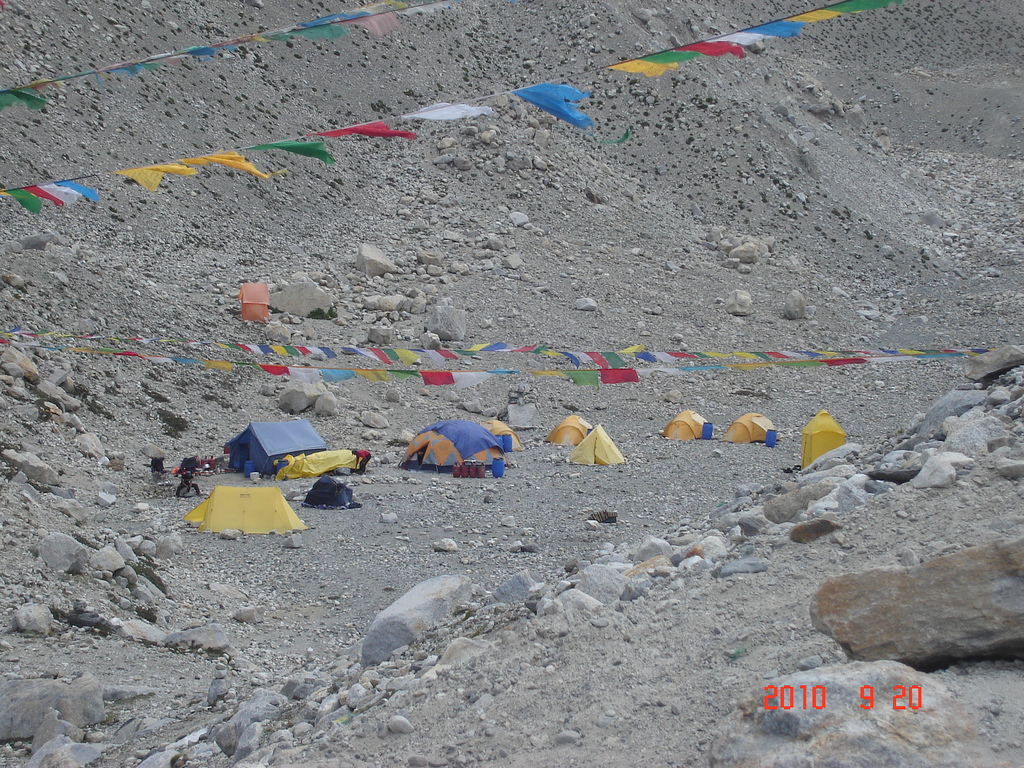
Campo base nord, versante tibetano: la zona riservata agli alpinisti.

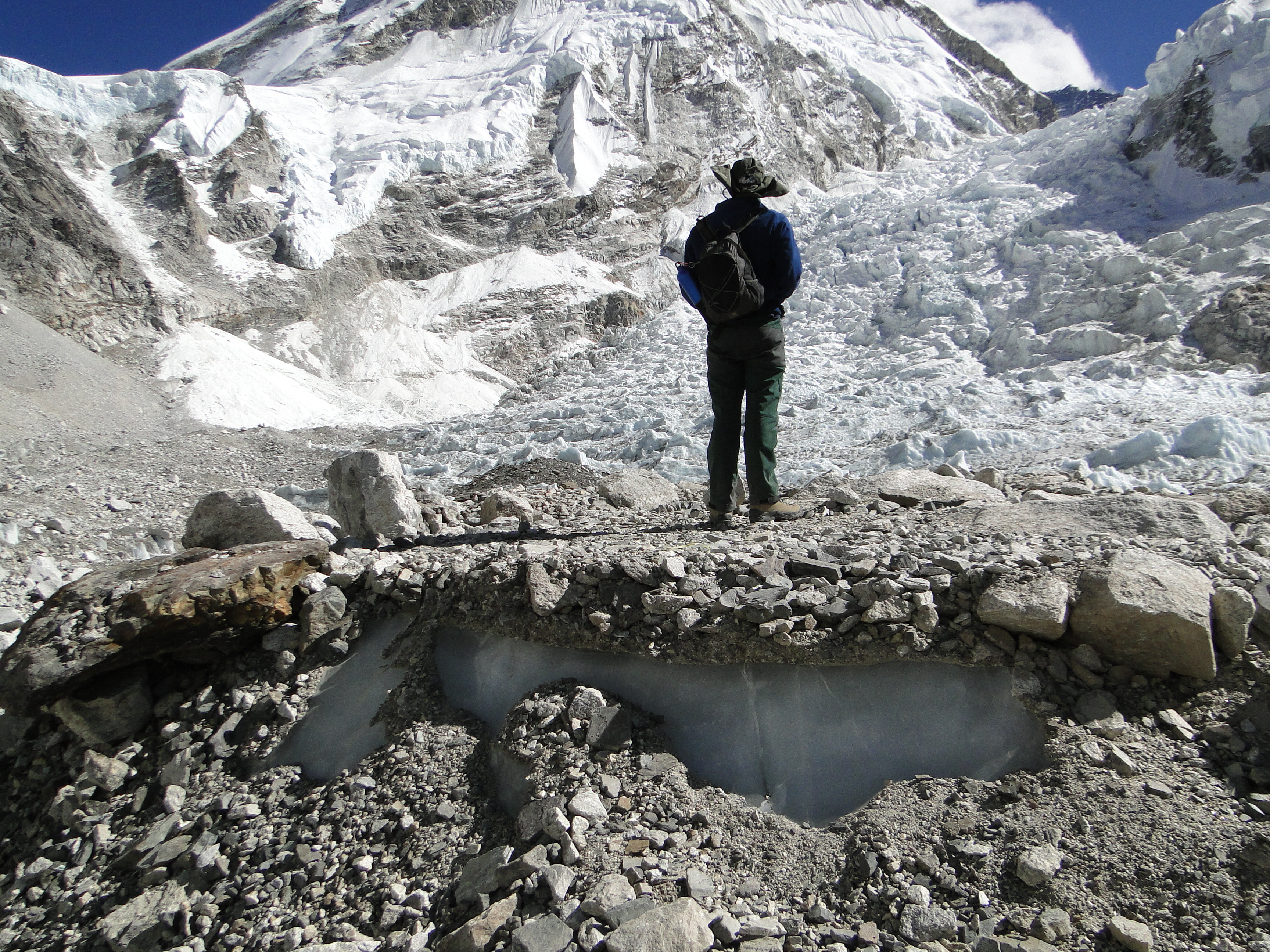
Una piattaforma per tende al campo base sud, Nepal. Notare lo strato di ghiaccio instabile, sotto la superficie della roccia. Sullo sfondo il ghiacciaio del Khumbu

Il campo è situato ai piedi del ghiacciaio di Rongbuk, ed è raggiungibile, con veicoli fuoristrada, tramite una strada di circa 100 km che parte a sud dalla Friendship Highway ne pressi di Shelkar, arrivati al villaggio di Tingri, la strada diventa una pista che attraversa la Riserva naturale del Qomolangma e passa per il monastero di Rongbuk (ritenuto il luogo abitato permanentemente, più alto al mondo - 4.980 m).
Il campo base è diviso in due parti. La prima che si trova più in alto, è il campo base propriamente detto. La seconda parte è la sola accessibile ai turisti. È situata sugli ultimi metri della pista che porta al campo base alpinistico. Questa attrazione turistica è costituita da una ventina di tende che servono da «ristorante/magazzino» durante il giorno e da hotel durante la notte.
Le poste cinesi hanno installato un piccolo container che funziona da ufficio postale (è il più alto al mondo). I turisti occidentali restano generalmente colpiti dal fatto che in nessuno dei numerosi cartelli e pannelli del campo, si trovi il termine "Everest", infatti la montagna viene sempre indicata usando i termini tibetano o cinese: Chomolungma (ཇོ་མོ་གླང་མ) o Zhūmùlǎngmǎ Fēng (珠穆朗玛峰). Per accedere al campo base nord dell'Everest (versante tibetano) è necessario richiedere un permesso al governo cinese, oltre al permesso necessario per visitare il Tibet.

## Galleria d'immagini

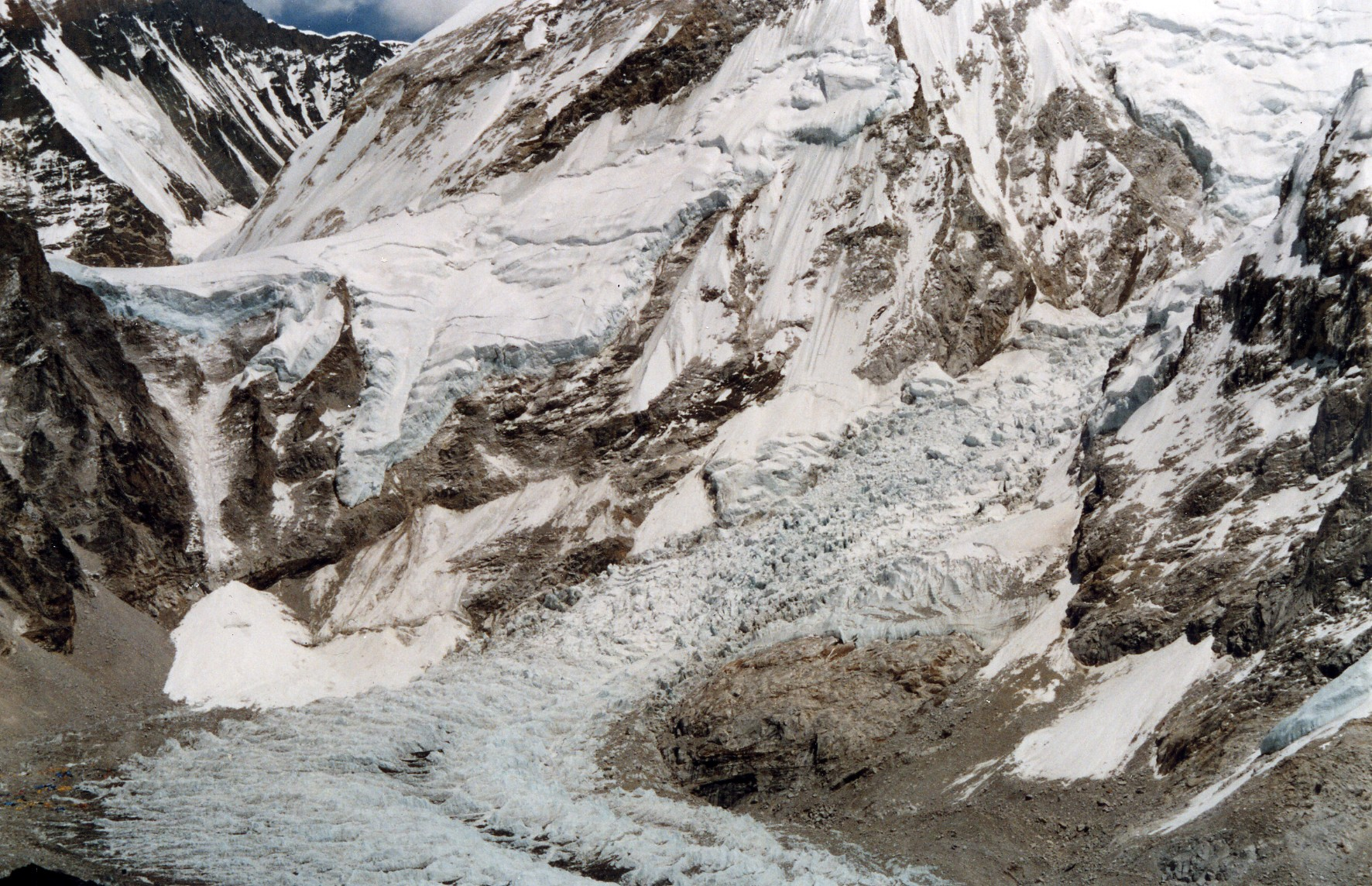
Il ghiacciaio del Khumbu.
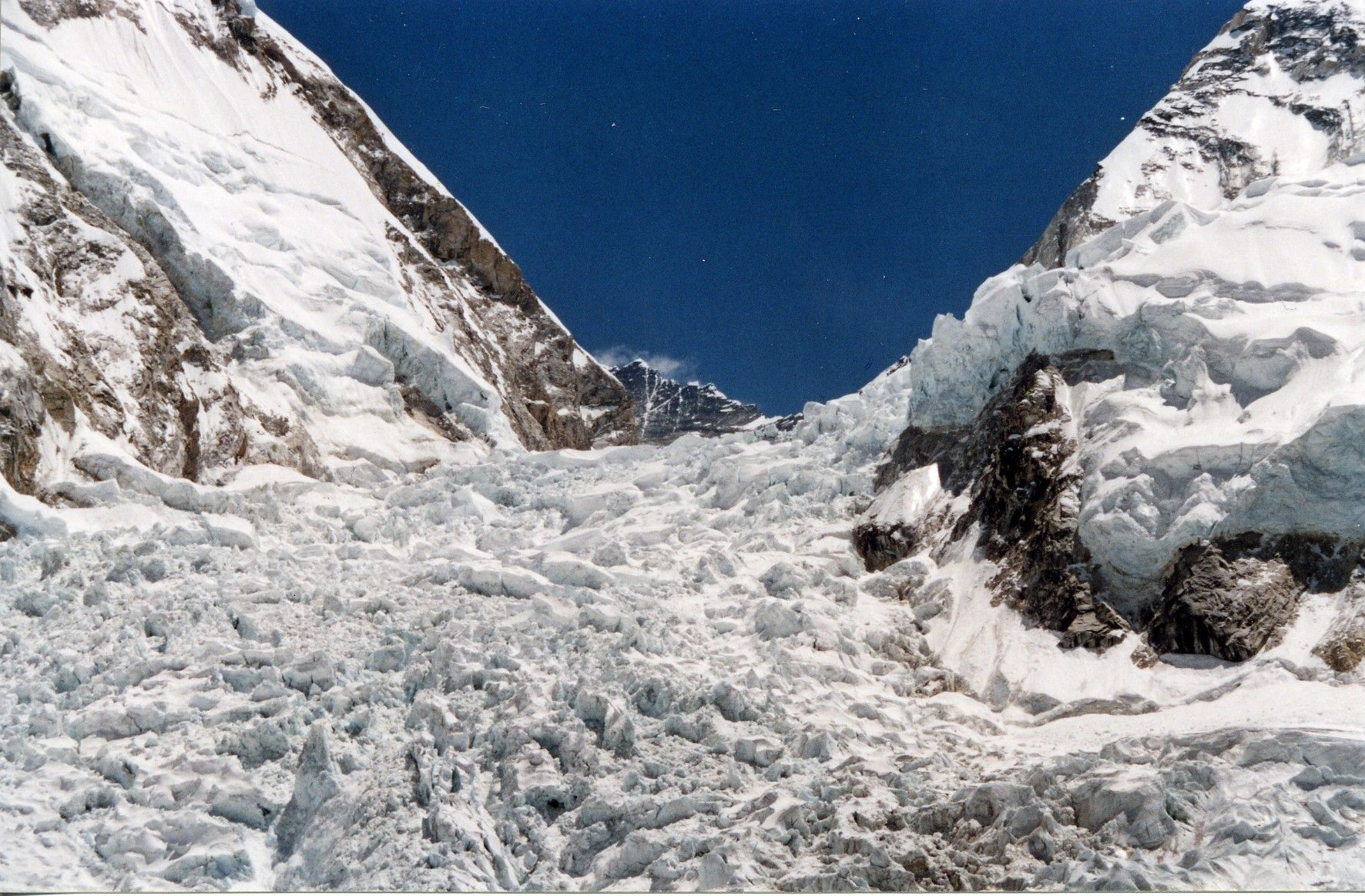
Campo base sud a sinistra, il ghiacciaio del Khumbu a destra.
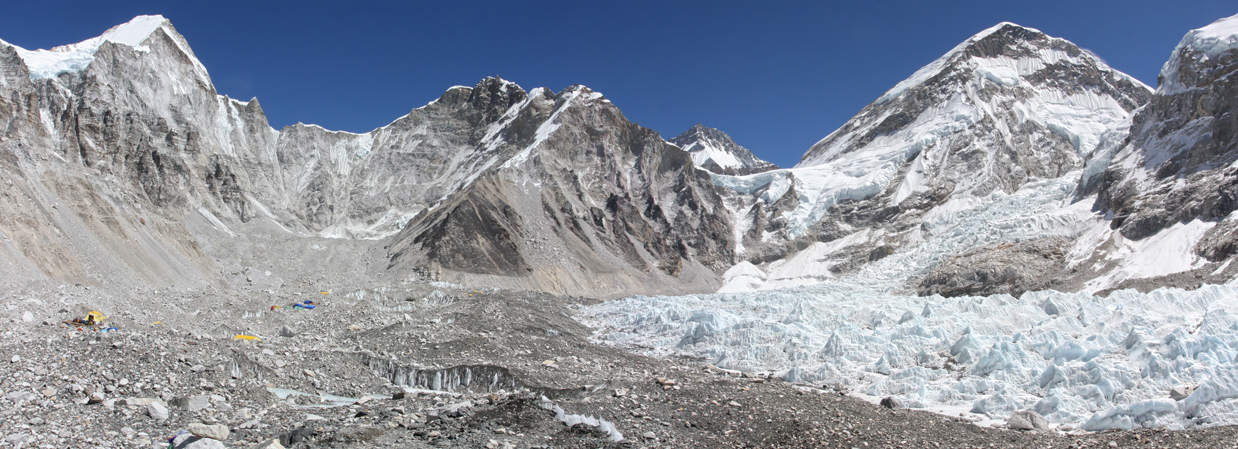
Everest Base Camp, Nepal
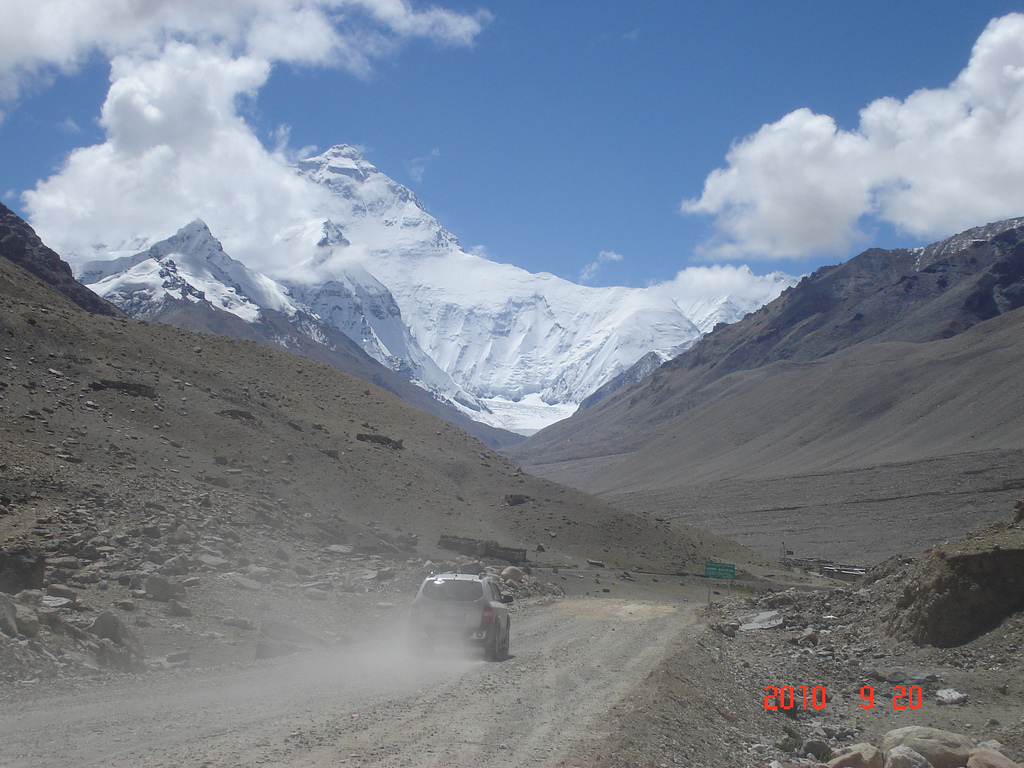
Strada sterrata che conduce al Campo base nord, in Tibet, col primo scorcio del Monte Everest
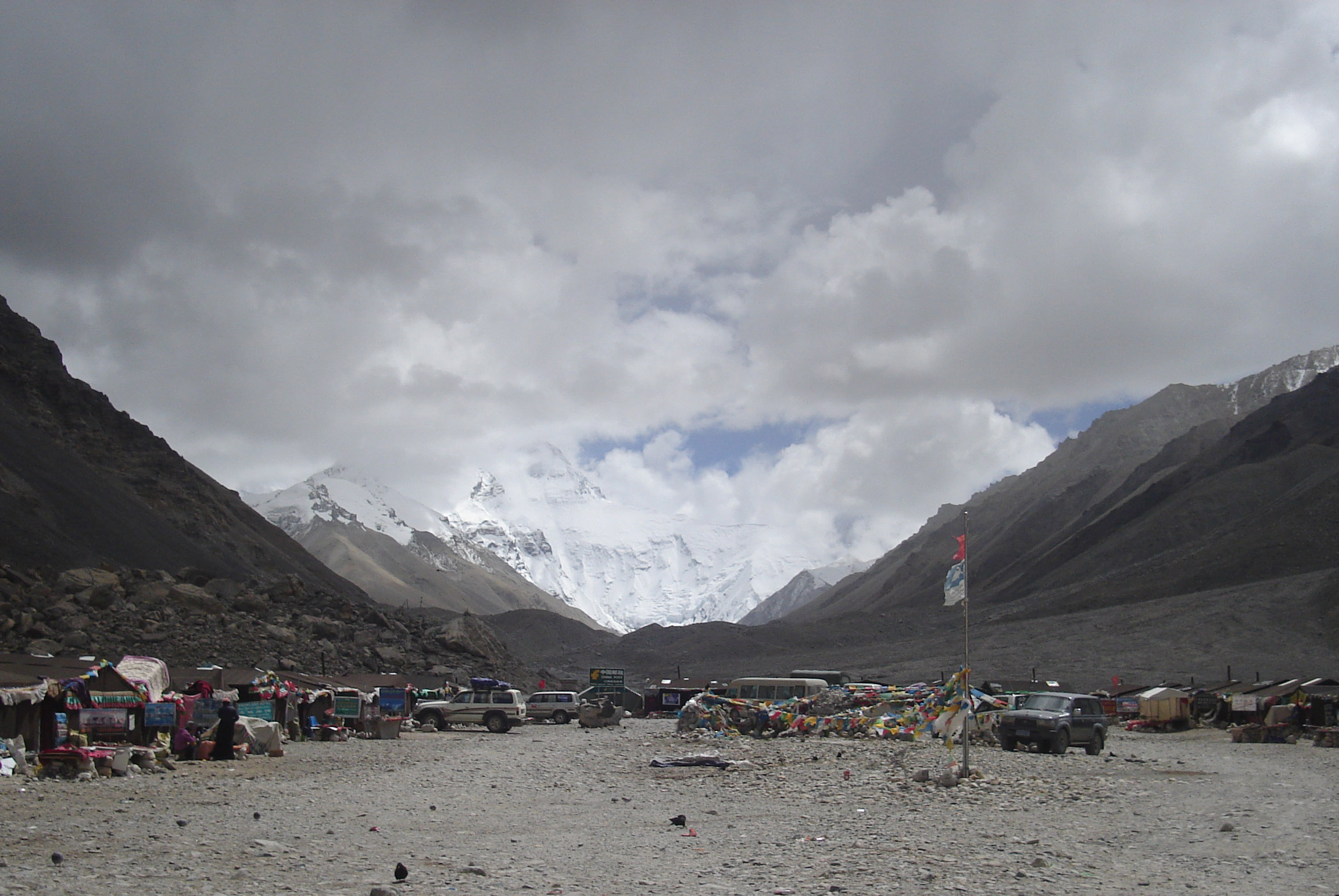
Il campo per i turisti, in Tibet. Il Monte Everest si intravede sullo sfondo.
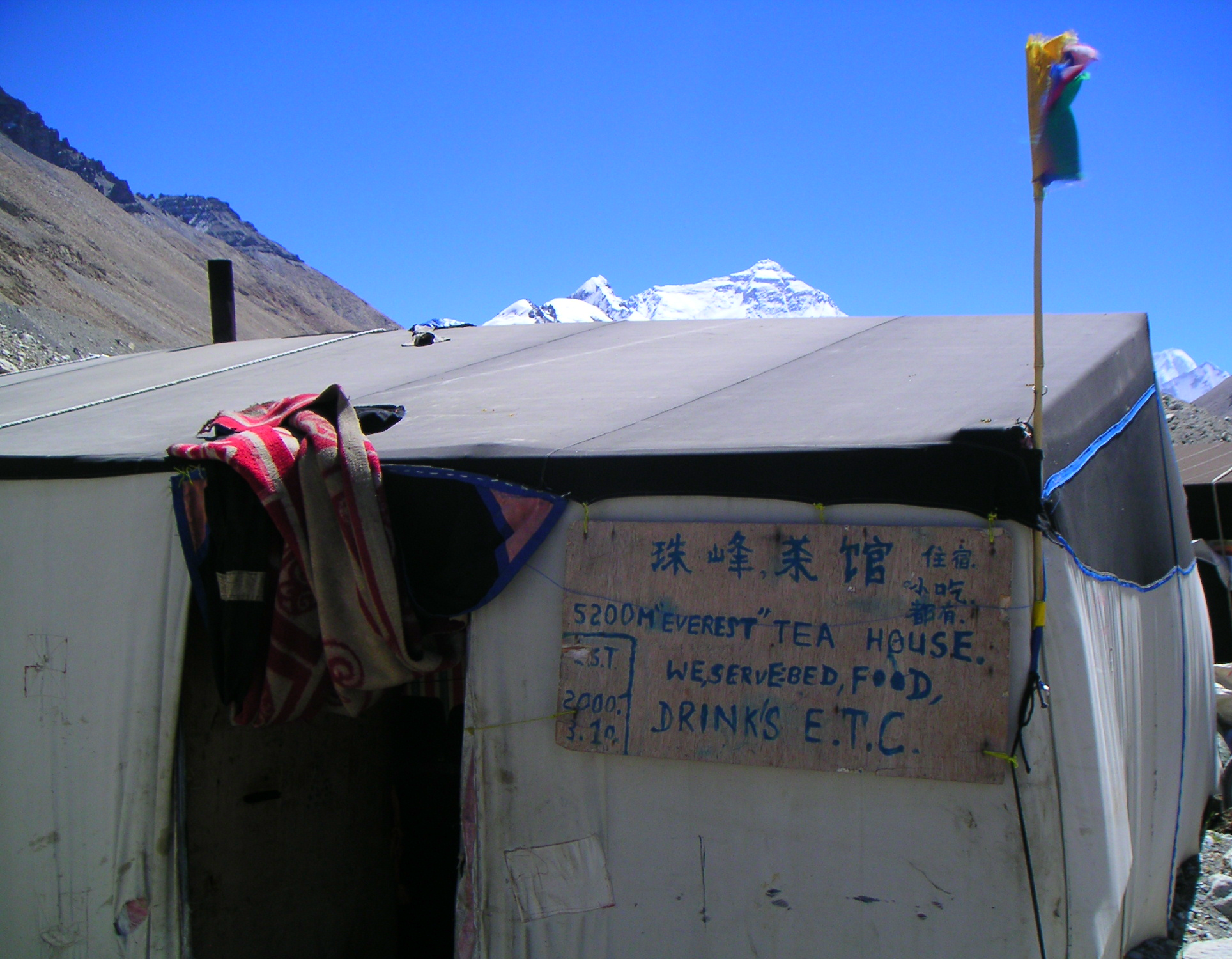
La Tea house al campo nord. Il Monte Everest spunta sullo sfondo.
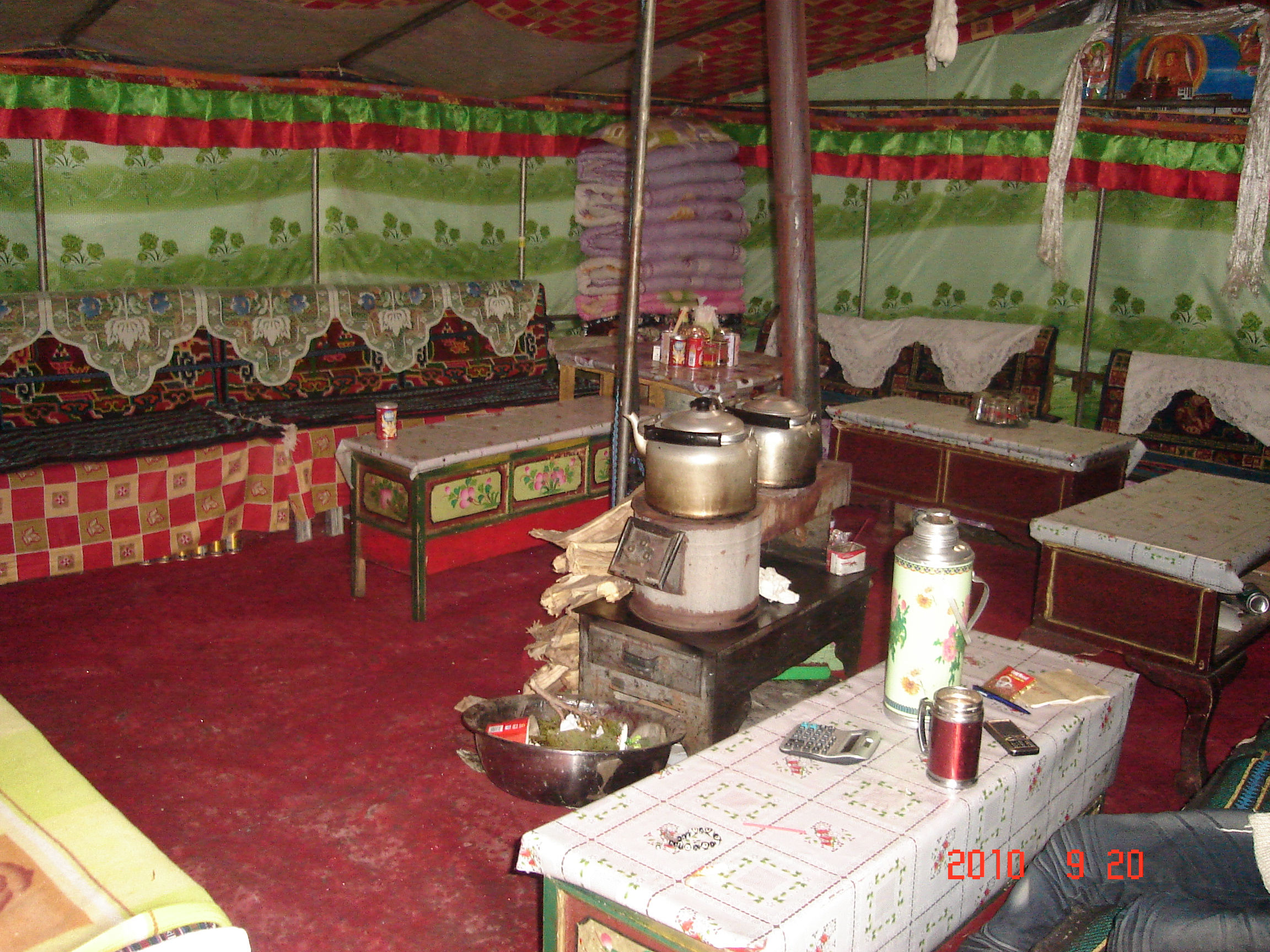
Interno della tea house al Campo base, Tibet.
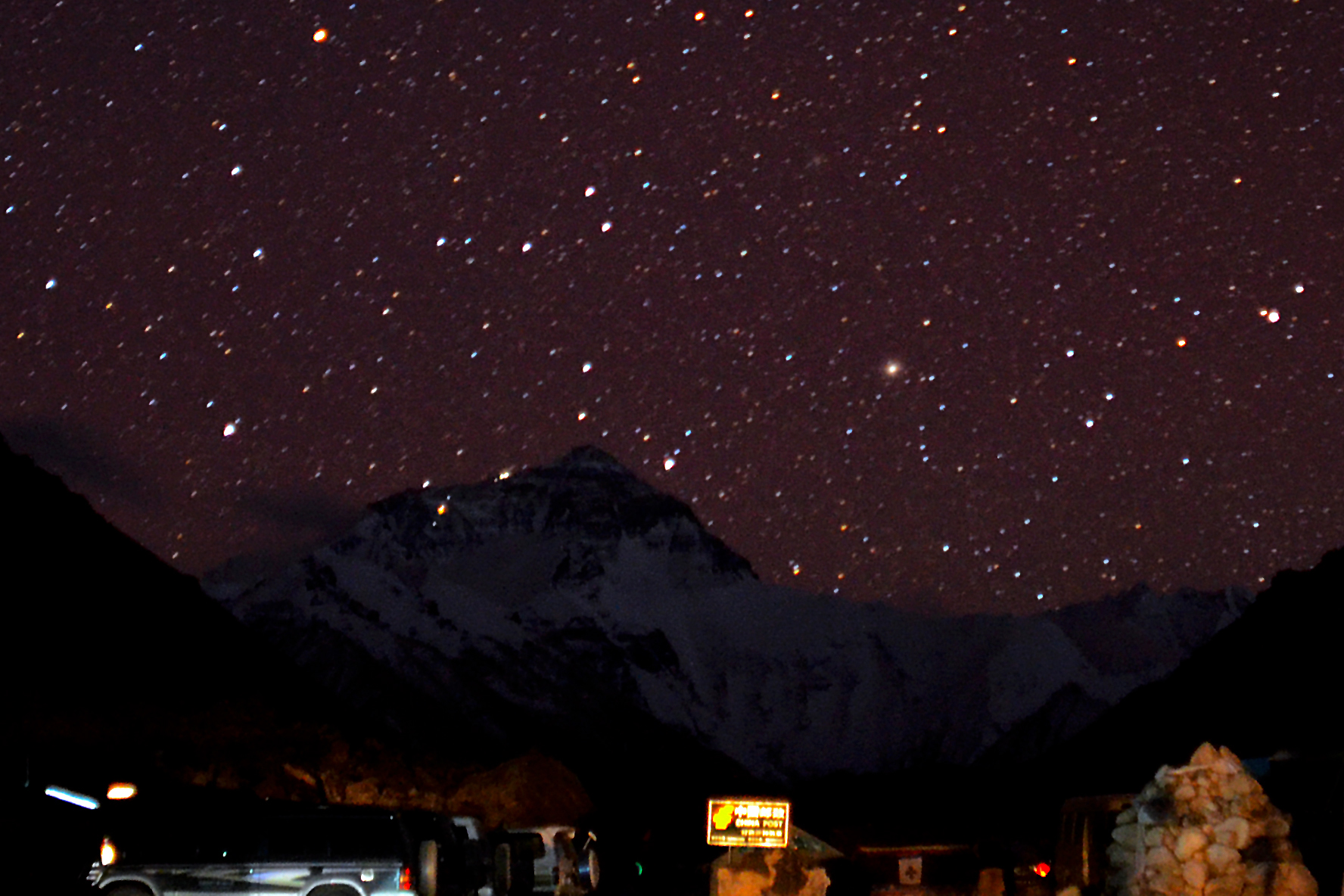
Notte stellata in Tibet, coll'Everest sullo sfondo, 20 maggio 2011. Le luci del campo base nord sono visibili sul versante nord-est della montagna.
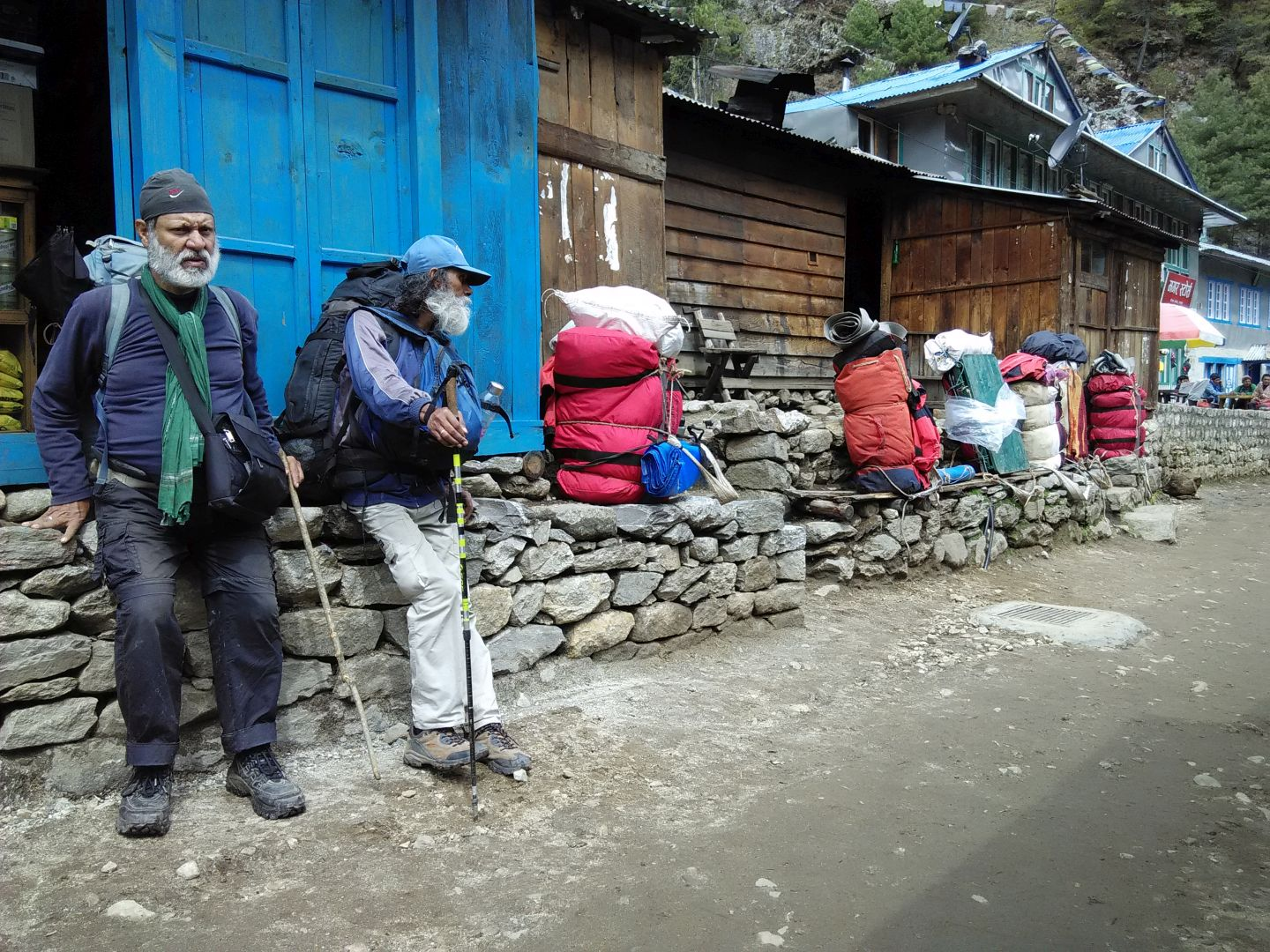
Breve sosta durante l'Everest Base Trail